# Shinya Ōtaki
Shinya Ōtaki (jap. 大滝 進矢 Ōtaki Shinya; właściwie Susumu Kotaki (jap. 小滝 進 Kotaki Susumu), ur. 29 lipca 1953) – japoński seiyū i aktor dubbingowy, dawniej związany z Production Baobab.
Zdubbingował aktora Yuena Biao w japońskich wersjach takich filmów jak Zwycięzcy i grzesznicy, Na celownikach i Kondory Wschodu.

## Role
- Chōjū Kishin Dancouga – Francis
- Fullmetal Alchemist – starszy z braci Slicer
- Fushigi no umi no Nadia – Holland
- Kidō Butōden G Gundam – Chico Rodriguez
- Kidō Senshi Gundam ZZ – Ariasu Moma
- Kidō Senshi Zeta Gundam – Mezūn Mekkusu
- Kimagure Orange Road – Ōtsuka-sensei
- Kombinezon bojowy Gundam Wing – Doktor S
- Shin-chan –
  - Kantamu Robo,
  - ojciec Nene
- Uchū no kishi Tekkaman Blade – generał Colbert